# Nîzkolîzî, Monastîrîska
Nîzkolîzî (în ucraineană Низьколизи) este un sat în comuna Lazarivka din raionul Monastîrîska, regiunea Ternopil, Ucraina.

## Demografie
Componența lingvistică a localității Nîzkolîzî
     Ucraineană (100%)
Conform recensământului din 2001, toată populația localității Nîzkolîzî era vorbitoare de ucraineană (100%).